# Discografia de Starship
A seguir está uma discografia abrangente do Starship, uma banda de rock americana que se originou do Jefferson Starship em 1985.

## Álbum

### Álbuns de estúdio
| Knee Deep in the Hoopla                                                                       | - Lançado: 12 de setembro de 1985 - Gravadora: Grunt/RCA      | 7  | 34 | 15 | 45 | 65 | 43 | — | 22 | 29 | —  | - CAN: Platina - US: Platinum |
| No Protection                                                                                 | - Lançado: 29 de junho de 1987 - Gravadora: Grunt/RCA         | 12 | 43 | 12 | 20 | 64 | —  | 6 | 7  | 11 | 26 | - CAN: Ouro - US: Ouro        |
| Love Among the Cannibals                                                                      | - Lançado: 15 de agosto 1989 - Gravadora: RCA                 | 64 | —  | 80 | —  | —  | —  | — | 26 | —  | —  |                               |
| Loveless Fascination                                                                          | - Lançado: 17 de setembro de 2013 - Gravadora: Loud and Proud | —  | —  | —  | —  | —  | —  | — | —  | —  | —  |                               |
| "—" indica lançamentos que não entraram nas paradas ou não foram lançados naquele território. |                                                               |    |    |    |    |    |    |   |    |    |    |                               |

### Álbuns de compilação
| Título                                                           | Detalhes do álbum                                             |
| ---------------------------------------------------------------- | ------------------------------------------------------------- |
| Greatest Hits (Ten Years and Change 1979–1991)                   | - Lançado: Maio de 1991 - Gravadora: RCA - RIAA: Ouro         |
| The Best of Starship                                             | - Lançado: Abril de 1993 - Gravadora: RCA/BMG                 |
| >Jefferson Airplane>>Jefferson Starship>>Starship: Hits (import) | - Lançado: 1998 - Gravadora: BMG                              |
| Forever Gold                                                     | - Lançado: Janeiro de 2003 - Gravadora: Delta/Brilliant       |
| Platinum and Gold Collection                                     | - Lançado: Julho de 2004 - Gravadora: RCA/BMG                 |
| Playlist: The Very Best of Starship                              | - Lançado: Novembro de 2012 - Gravadora: RCA                  |
| Starship Enterprise: The Best of Jefferson Starship and Starship | - Lançado: Fevereiro de 2019 - Gravadora: Rhino Entertainment |
| Starship: Greatest Hits Relaunched                               | - Lançado: Outubro de 2021 - Gravadora: Purple Pyramid        |

## Singles
| Título                                                                                        | Ano  | PPosições de pico no gráfico | PPosições de pico no gráfico | PPosições de pico no gráfico | PPosições de pico no gráfico | PPosições de pico no gráfico | PPosições de pico no gráfico | PPosições de pico no gráfico | PPosições de pico no gráfico | PPosições de pico no gráfico | PPosições de pico no gráfico | PPosições de pico no gráfico | Certificações                        | Álbum                                          |
| Título                                                                                        | Ano  | US                           | AUS                          | AUT                          | CAN                          | BEL                          | GER                          | IRE                          | NED                          | NZ                           | SWI                          | UK                           | Certificações                        | Álbum                                          |
| --------------------------------------------------------------------------------------------- | ---- | ---------------------------- | ---------------------------- | ---------------------------- | ---------------------------- | ---------------------------- | ---------------------------- | ---------------------------- | ---------------------------- | ---------------------------- | ---------------------------- | ---------------------------- | ------------------------------------ | ---------------------------------------------- |
| "We Built This City"                                                                          | 1985 | 1                            | 1                            | 21                           | 1                            | 17                           | 10                           | 9                            | 21                           | 11                           | 8                            | 12                           | - CAN: Ouro - UK: Platina - US: Ouro | Knee Deep in the Hoopla                        |
| "Sara"                                                                                        | 1985 | 1                            | 10                           | 15                           | 1                            | 21                           | 15                           | 19                           | 43                           | 16                           | 9                            | 66                           |                                      | Knee Deep in the Hoopla                        |
| "Tomorrow Doesn't Matter Tonight"                                                             | 1986 | 26                           | —                            | —                            | —                            | —                            | —                            | —                            | —                            | —                            | —                            | —                            |                                      | Knee Deep in the Hoopla                        |
| "Before I Go"                                                                                 | 1986 | 68                           | —                            | —                            | 72                           | —                            | —                            | —                            | —                            | —                            | —                            | —                            |                                      | Knee Deep in the Hoopla                        |
| "Nothing's Gonna Stop Us Now"                                                                 | 1987 | 1                            | 3                            | 3                            | 1                            | 5                            | 3                            | 1                            | 8                            | 21                           | 4                            | 1                            | - CAN: Ouro - UK: Platina - US: Ouro | No Protection                                  |
| "It's Not Over ('Til It's Over)"                                                              | 1987 | 9                            | 92                           | —                            | 23                           | 33                           | 57                           | —                            | 90                           | —                            | —                            | 86                           |                                      | No Protection                                  |
| "Beat Patrol"                                                                                 | 1987 | 46                           | —                            | —                            | —                            | —                            | —                            | —                            | —                            | —                            | —                            | —                            |                                      | No Protection                                  |
| "Set the Night to Music"                                                                      | 1988 | —                            | —                            | —                            | 92                           | —                            | —                            | —                            | —                            | —                            | —                            | —                            |                                      | No Protection                                  |
| "Wild Again"                                                                                  | 1988 | 73                           | —                            | —                            | —                            | —                            | —                            | —                            | —                            | —                            | —                            | —                            |                                      | Love Among the Cannibals                       |
| "It's Not Enough"                                                                             | 1989 | 12                           | 163                          | —                            | 19                           | —                            | —                            | —                            | —                            | —                            | —                            | 87                           |                                      | Love Among the Cannibals                       |
| "I Didn't Mean to Stay All Night"                                                             | 1989 | 75                           | —                            | —                            | —                            | —                            | —                            | —                            | —                            | —                            | —                            | —                            |                                      | Love Among the Cannibals                       |
| "Good Heart"                                                                                  | 1991 | 81                           | —                            | —                            | —                            | —                            | —                            | —                            | —                            | —                            | —                            | —                            |                                      | Greatest Hits (Ten Years and Change 1979–1991) |
| "Get Out Again"                                                                               | 2007 | —                            | —                            | —                            | —                            | —                            | —                            | —                            | —                            | —                            | —                            | —                            |                                      | Single sem álbum                               |
| "It's Not the Same as Love"                                                                   | 2013 | —                            | —                            | —                            | —                            | —                            | —                            | —                            | —                            | —                            | —                            | —                            |                                      | Loveless Fascination                           |
| "We Dream in Color"                                                                           | 2014 | —                            | —                            | —                            | —                            | —                            | —                            | —                            | —                            | —                            | —                            | —                            |                                      | Love Among the Cannibals                       |
| "My Woman"                                                                                    | 2016 | —                            | —                            | —                            | —                            | —                            | —                            | —                            | —                            | —                            | —                            | —                            |                                      | Single sem álbum                               |
| "—" indica lançamentos que não entraram nas paradas ou não foram lançados naquele território. |      |                              |                              |                              |                              |                              |                              |                              |                              |                              |                              |                              |                                      |                                                |

## Outras aparições
| Ano  | Trabalho                                       | Música                                           | Comentário                                                           |
| ---- | ---------------------------------------------- | ------------------------------------------------ | -------------------------------------------------------------------- |
| 1985 | Heart                                          | "What About Love"                                | Vocais de apoio de Slick e Thomas                                    |
| 1986 | Youngblood                                     | "Cut You Down to Size"                           | destaque na trilha sonora (Thomas também gravou "Stand in the Fire") |
| 1987 | Mannequin                                      | "Nothing's Gonna Stop Us Now"                    | destaque na trilha sonora                                            |
| 1988 | Cocktail                                       | "Wild Again"                                     | destaque na trilha sonora                                            |
| 1989 | Gross Anatomy                                  | "I'll Be There"                                  | destaque na trilha sonora                                            |
| 1991 | Greatest Hits (Ten Years and Change 1979–1991) | "Don't Lose Any Sleep" e "Good Heart"            | novas músicas                                                        |
| 1999 | The Best of Grace Slick                        | "Do You Remember Me?"                            | outtake de Knee Deep in the Hoopla                                   |
| 1999 | Knee Deep in the Hoopla reissue                | "Casualty"                                       | trecho descartado do álbum original                                  |
| 2011 | The Muppets                                    | "We Built This City"                             | destaque na trilha sonora                                            |
| 2012 | Playlist: The Very Best of Starship            | "Keys to the City" e "Karma (Everything You Do)" | Greatest Hits outtake e uma nova gravação, respectivamente           |

## Vídeos

### Vídeos musicais
| Título                            | Lançamento | Diretor       | Álbum                    |
| --------------------------------- | ---------- | ------------- | ------------------------ |
| "We Built This City"              | 1985       | Francis Delia | Knee Deep in the Hoopla  |
| "Sara"                            | 1985       | Francis Delia | Knee Deep in the Hoopla  |
| "Tomorrow Doesn't Matter Tonight" | 1986       | Jerry Kramer  | Knee Deep in the Hoopla  |
| "Nothing's Gonna Stop Us Now"     | 1987       |               | No Protection            |
| "It's Not Over ('Til It's Over)"  | 1987       | Jim Yukich    | No Protection            |
| "Beat Patrol"                     | 1987       | Jim Yukich    | No Protection            |
| "It's Not Enough"                 | 1989       |               | Love Among the Cannibals |
| "I Didn't Mean to Stay All Night" | 1989       |               | Love Among the Cannibals |